# Дечя Вас-при-Заградцу
Дечя Вас-при-Заградцу (словен. Dečja vas pri Zagradcu) — поселення в общині Іванчна Гориця, Осреднєсловенський регіон, Словенія. Висота над рівнем моря: 274,1 м.